# Gabułtów
Gabułtów – wieś sołecka w Polsce położona w województwie świętokrzyskim, w powiecie kazimierskim, w gminie Kazimierza Wielka.
W latach 1954–1968 wieś należała i była siedzibą władz gromady Gabułtów, po jej zniesieniu w gromadzie Kazimierza Wielka. W latach 1975–1998 miejscowość administracyjnie należała do województwa kieleckiego.
We wsi działa Ochotnicza straż pożarna oraz Wytwórnia Mas Bitumicznych.
| SIMC    | Nazwa            | Rodzaj             |
| ------- | ---------------- | ------------------ |
| 0241465 | Błonie           | część miejscowości |
| 0241471 | Kaczmarki        | część miejscowości |
| 0241488 | Korea Południowa | część miejscowości |
| 0241494 | Podstawie        | część miejscowości |
| 0241502 | Sypów            | część miejscowości |

## Historia
Gabułtów – wieś i folwark w powiecie pińczowskmi, gminie Kazimierza Wielka, parafii Kazimierza Mała, odległy o 70 wiorst od Kielc, o 28 od Pińczowa, o 7 od Skalbmierza.
W 1827 r. było tu 36 domów 252 mieszkańców.(Długosz L.B.t II, s.145).

Rozległość folwarczna wynosi mórg 586, grunta orne i ogrody mórg 444; płodozmian 5-polowy. Budynków drewnianych było 14; trzy stawy. Wieś Gabułtów osad 47, gruntu mórg 227.
Długosz opisuje wieś dwukrotnie, raz p. n. „Gabolthow”, drugi raz jako: „Gyebolthow” (Długosz L.B.t. II, s.145 i s.418).
W registrze poborowym z r. 1579 podano: „Gabultow”.

## Związani z Gabułtowem
- Edward Przebieracz – teolog, literat, dyrektor Wydawnictwa św. Macieja Apostoła w Lublińcu (ur. 1962)
- Tadeusz Władysław Sokołowski – polski lekarz-okulista, uczestnik wojny polsko-bolszewickiej, III powstania i plebiscytu śląskiego i kampanii wrześniowej, żołnierz AK.